# Rabdophaga
Rabdophaga är ett släkte av tvåvingar. Rabdophaga ingår i familjen gallmyggor.

## Bildgalleri

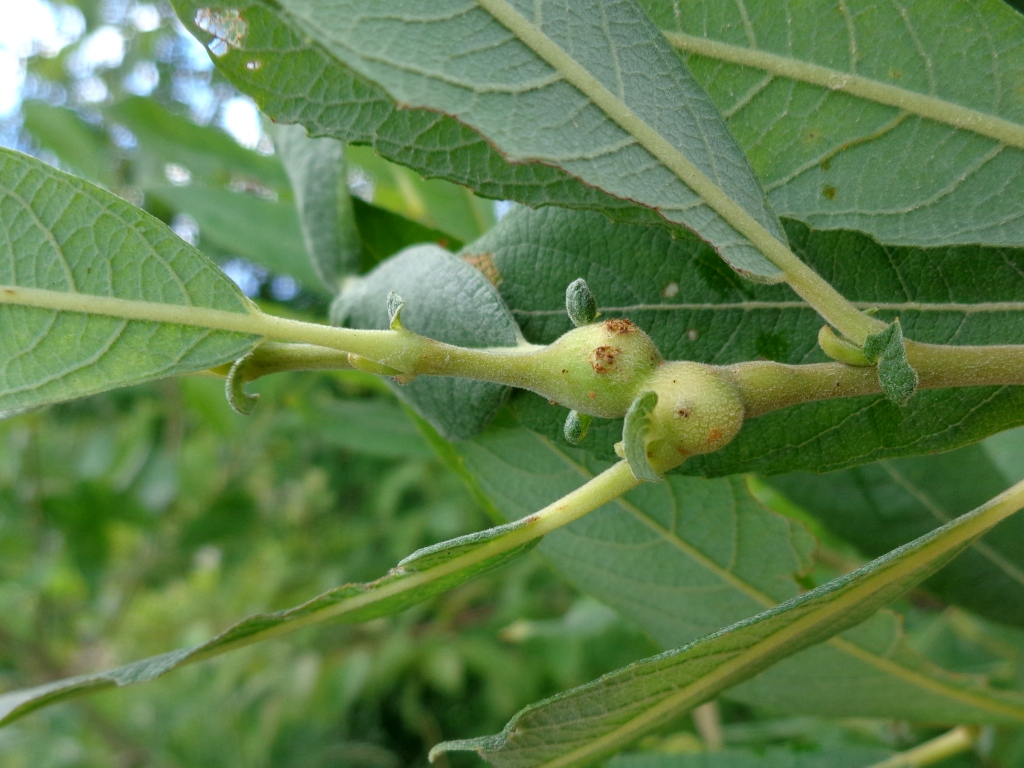
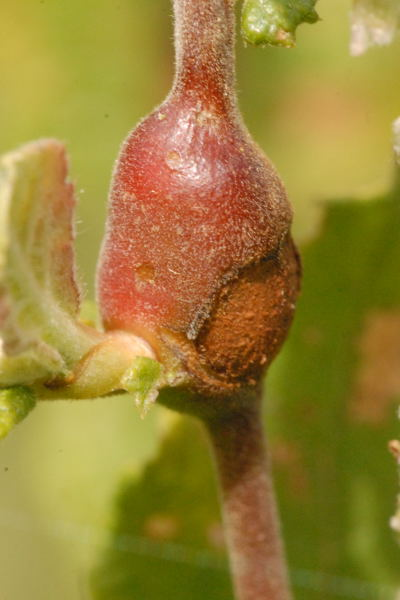
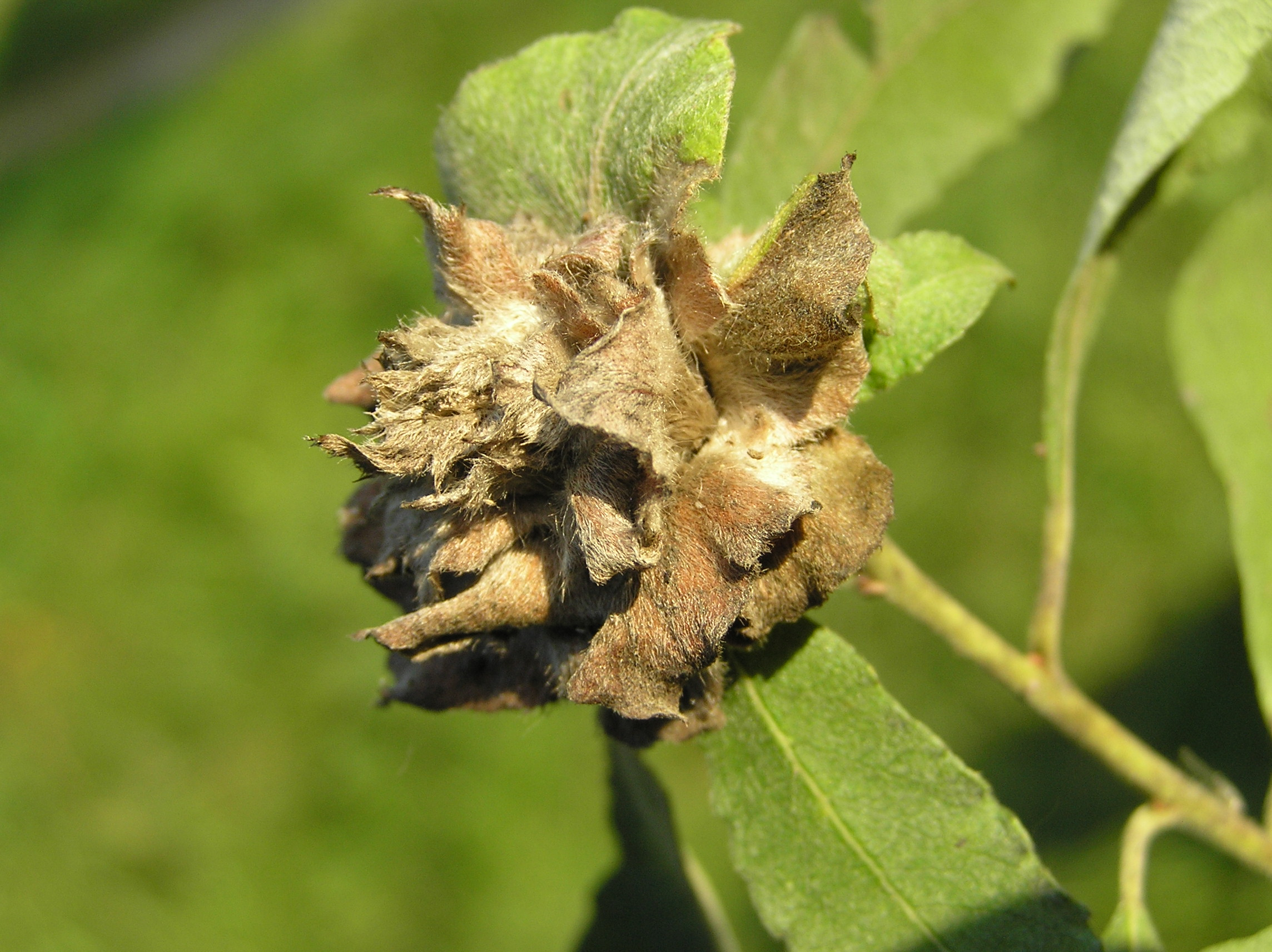
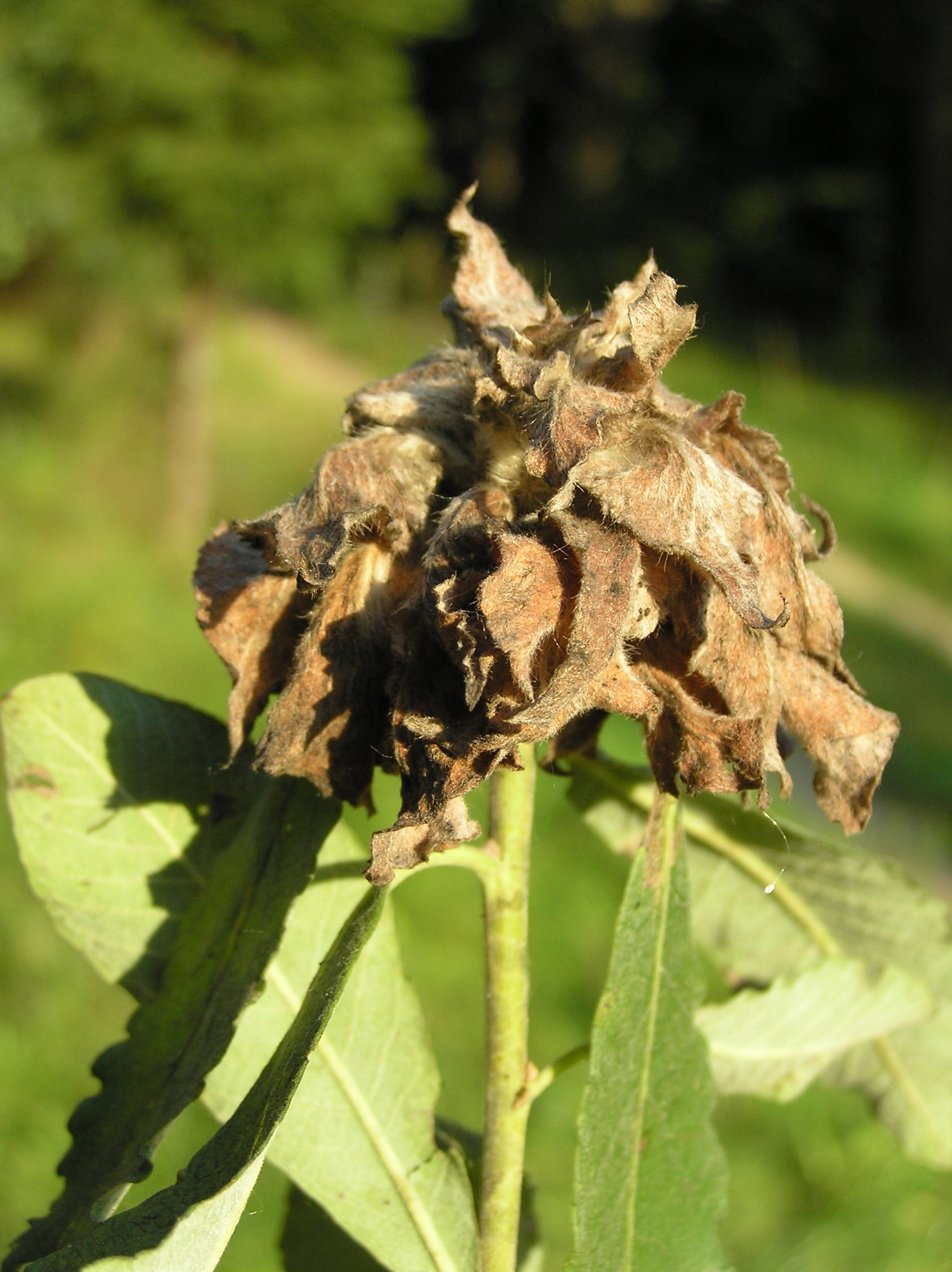
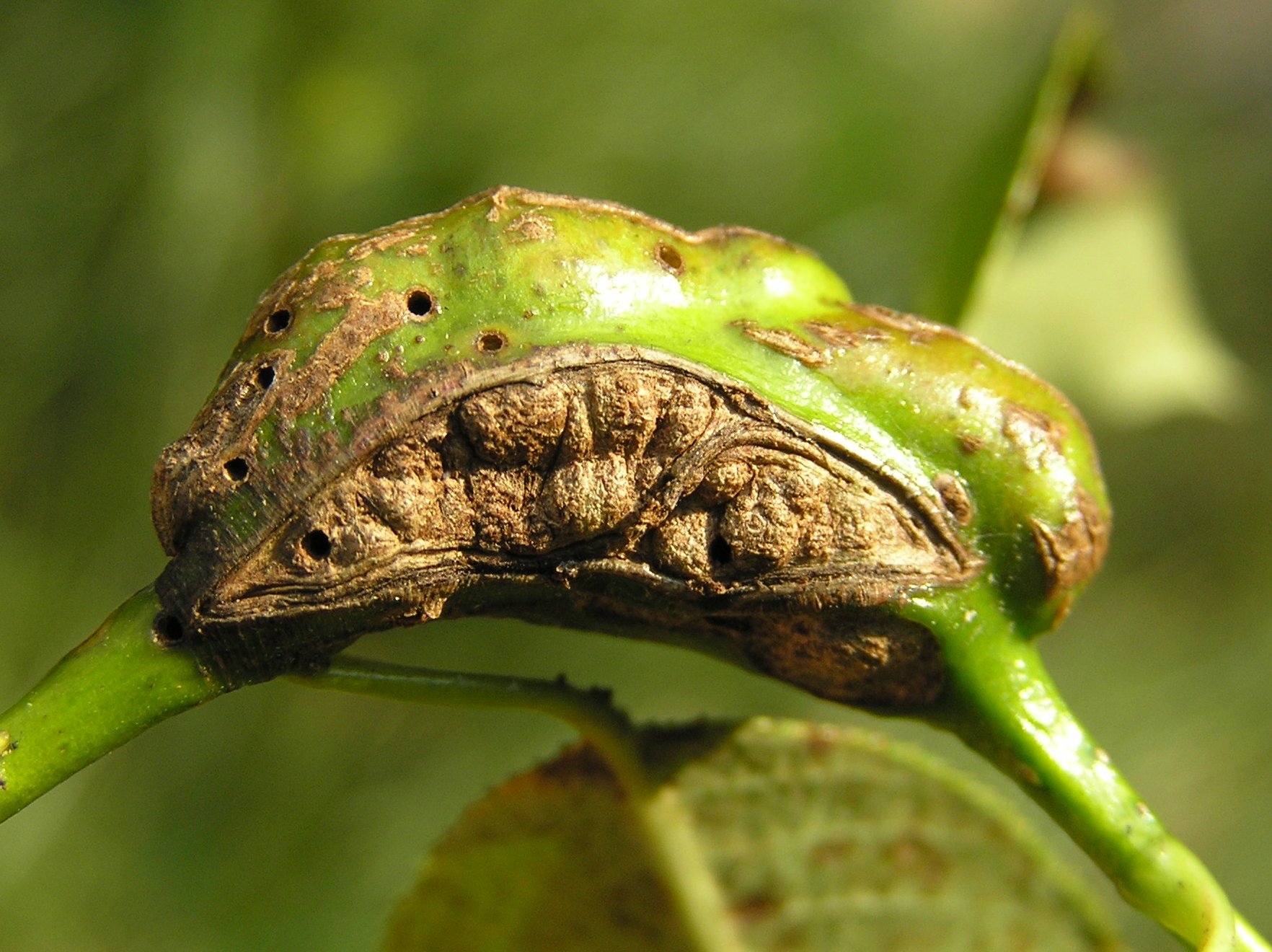
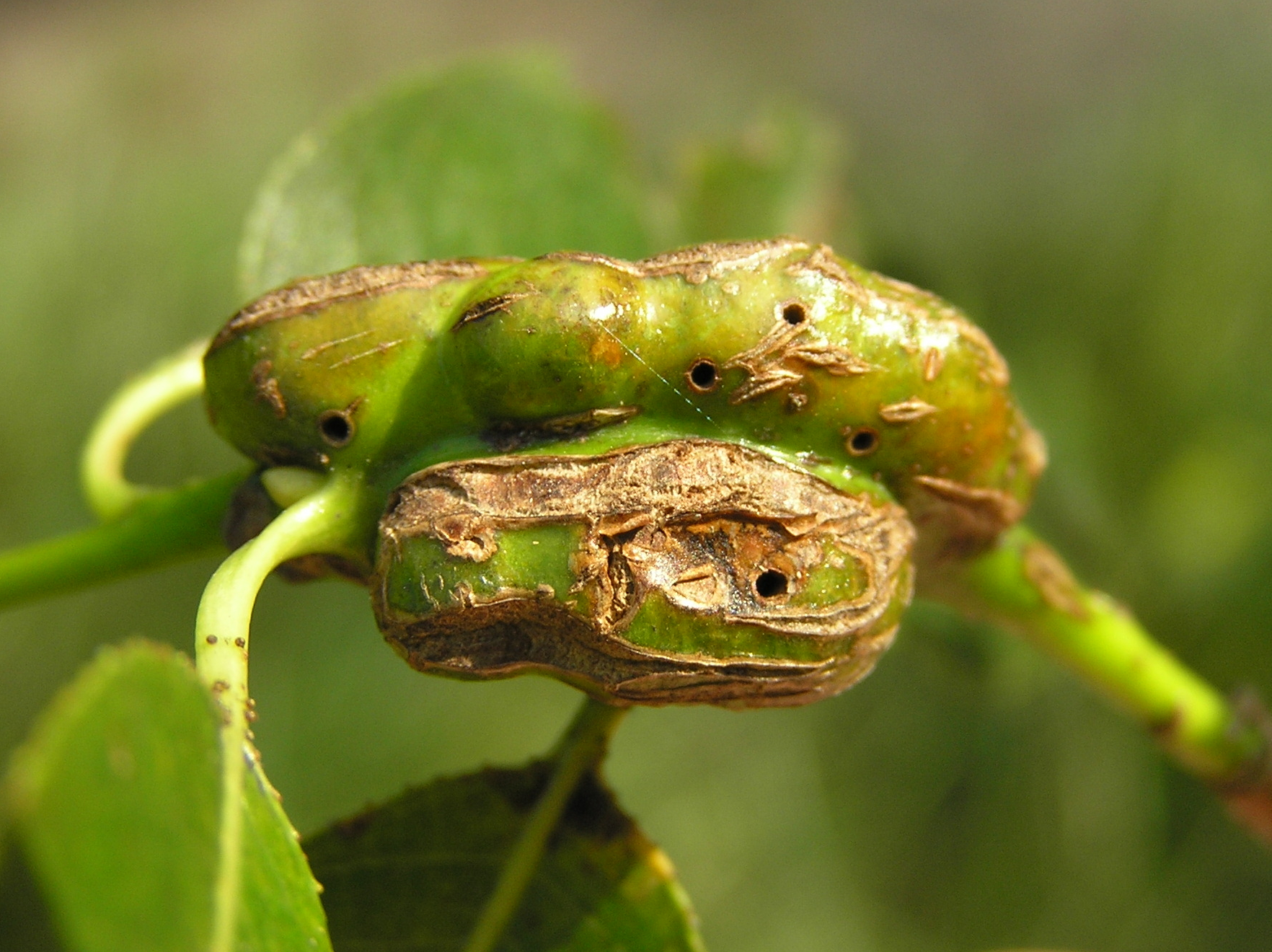

## Dottertaxa tillRabdophaga, i alfabetisk ordning[1]
- Rabdophaga absobrina
- Rabdophaga albipennis
- Rabdophaga americana
- Rabdophaga californica
- Rabdophaga caudicis
- Rabdophaga caulicola
- Rabdophaga cinerearum
- Rabdophaga clausilia
- Rabdophaga clavifex
- Rabdophaga consobrina
- Rabdophaga cornuta
- Rabdophaga degeerii
- Rabdophaga deletrix
- Rabdophaga dubiosa
- Rabdophaga essigi
- Rabdophaga exsiccans
- Rabdophaga frater
- Rabdophaga gemmae
- Rabdophaga gemmicola
- Rabdophaga giraudiana
- Rabdophaga globosa
- Rabdophaga heterobia
- Rabdophaga hildebrandi
- Rabdophaga insignis
- Rabdophaga iteobia
- Rabdophaga iteophila
- Rabdophaga jaapi
- Rabdophaga justini
- Rabdophaga karschi
- Rabdophaga latebrosa
- Rabdophaga latipennis
- Rabdophaga lattkei
- Rabdophaga lindhardti
- Rabdophaga marginemtorquens
- Rabdophaga nervorum
- Rabdophaga nielsenii
- Rabdophaga normaniana
- Rabdophaga occidentalis
- Rabdophaga occidua
- Rabdophaga oleiperda
- Rabdophaga palliumparens
- Rabdophaga perocculta
- Rabdophaga persimilis
- Rabdophaga pierreana
- Rabdophaga pierrei
- Rabdophaga podagrae
- Rabdophaga populi
- Rabdophaga porrecta
- Rabdophaga purpureaperda
- Rabdophaga ramuscula
- Rabdophaga repenticornua
- Rabdophaga repentiperda
- Rabdophaga rigidae
- Rabdophaga rosacea
- Rabdophaga rosaeformis
- Rabdophaga rosaria
- Rabdophaga roskami
- Rabdophaga salicifoliae
- Rabdophaga saliciperda
- Rabdophaga salicis
- Rabdophaga salicisbatatas
- Rabdophaga salicisbrassicoides
- Rabdophaga saliciscornu
- Rabdophaga saliciscoryloides
- Rabdophaga salicisgnaphaloides
- Rabdophaga salicishordoides
- Rabdophaga salicisnodulus
- Rabdophaga salicisrhodoides
- Rabdophaga salicisstrobiliscus
- Rabdophaga salicistriticoides
- Rabdophaga schicki
- Rabdophaga schreiteri
- Rabdophaga schwangarti
- Rabdophaga sodalitatis
- Rabdophaga strobiloides
- Rabdophaga terminalis
- Rabdophaga timberlakei
- Rabdophaga triandraperda
- Rabdophaga tumidosae
- Rabdophaga walshii
- Rabdophaga vigemmae
- Rabdophaga viminalis
- Rabdophaga viva